# شهرستان شرم
شهرستان شرم (به لهستانی: Powiat Śrem) یک شهرستان در لهستان است که در استان لهستان بزرگ‌تر واقع شده‌است. شهرستان شرم ۵۷۴٫۴۱ کیلومتر مربع مساحت و ۵۸٬۶۴۶ نفر جمعیت دارد.